# 8 Dywizjon Żandarmerii
8 Dywizjon Żandarmerii (8 dżand.) – oddział żandarmerii Wojska Polskiego.

## Historia dywizjonu
8 Dywizjon Żandarmerii wraz z podporządkowanymi pododdziałami stacjonował na terenie Okręgu Korpusu Nr VIII. Dowódca dywizjonu pełnił równocześnie funkcję szefa żandarmerii w Dowództwie Okręgu Korpusu Nr VIII w Toruniu.
Do 20 marca 1924 zostały zlikwidowane plutony żandarmerii: Chojnice i Włocławek, a w ich miejsce zorganizowane posterunki żandarmerii. W tym samym miesiącu niżej wymienieni oficerowie zostali przeniesieni z korpusu oficerów żandarmerii do korpusu oficerów piechoty z równoczesnym wcieleniem do 63 pułku piechoty: kpt. żand. Marian Garbiak, por. żand. Edward Magda i por. żand. Marian Matera.
17 lutego 1928 minister spraw wojskowych zatwierdził dzień 4 listopada, jako datę święta dywizjonu.
5 września 1929 dowódca Okręgu Korpusu Nr VIII przeniósł służbowo starszego żandarma Władysława Kierzkę z Plutonu Żandarmerii Grudziądz do Posterunku Żandarmerii Starogard w charakterze pełniącego obowiązki dowódcy posterunku.
12 grudnia 1935 minister spraw wojskowych unieważnił dotychczasową datę święta dywizjonu oraz zatwierdził dzień 13 czerwca, jako datę święta żandarmerii.
Jednostka nie posiadała sztandaru i odznaki pamiątkowej. Oficerowie i podoficerowie od 1931 mogli otrzymać odznakę pamiątkową Żandarmerii. W 1939 zamierzano wprowadzić do użytku „Znak Służbowy Żandarmerii”. Znaki miały być numerowane. Dla 8. dżand przewidziano numery od 8000 do 8999.
W dwudziestoleciu międzywojennym służbę w dywizjonie pełnili m.in.: rtm. Emil Rogalski, kpt. żand. Kazimierz Kaciukiewicz oraz porucznicy Stanisław Karoński i Józef III Kozak.

## Organizacja pokojowa i dyslokacja 8 dżand w 1939
- Dowództwo dywizjonu w Toruniu, w Koszarach Racławickich
- pluton żandarmerii Bydgoszcz, ul. Marszałka Focha 23
  - posterunek żandarmerii Bydgoszcz
  - posterunek żandarmerii Chojnice
  - posterunek żandarmerii Inowrocław
- pluton żandarmerii Grudziądz, ul. Legionów, koszary 16 pal
  - posterunek żandarmerii Grudziądz
  - posterunek żandarmerii Świecie
  - posterunek żandarmerii Chełmno
  - posterunek żandarmerii Brodnica
- pluton żandarmerii Tczew, ul. Bałkowska 6
  - posterunek żandarmerii Gniew
  - posterunek żandarmerii Starogard
- pluton żandarmerii Toruń, Koszary Racławickie
  - posterunek żandarmerii Toruń
  - posterunek żandarmerii Toruń Podgórz
  - posterunek żandarmerii Włocławek

## Kadra żandarmerii okręgu generalnego i dowódcy dywizjonu
| Dowódcy dywizjonu                                                         | Dowódcy dywizjonu        | Dowódcy dywizjonu                                              |
| ------------------------------------------------------------------------- | ------------------------ | -------------------------------------------------------------- |
| kpt. żand. Jan Pilarz                                                     | 4 XI 1919 - 15 VI 1921   |                                                                |
| ppłk żand. Julian Sas-Kulczycki                                           | 16 VI 1921 - 12 IX 1926  | szef Wydziału Żandarmerii w Dep. Piech. MSWojsk.               |
| mjr żand. Stanisław Kuciel                                                | 13 IX 1926 - 30 I 1929   | dowódca 1 dżand.                                               |
| mjr żand. Alfred Skaza                                                    | 1 II 1929 - 28 II 1932   | dyspozycja dowódcy OK VIII                                     |
| ppłk żand. dr Alfred Riesser                                              | 2 III 1932 - 22 XII 1934 | dowódca 5 dżand.                                               |
| mjr żand. Jan Budzianowski                                                | 22 XII 1934 - †5 X 1936  |                                                                |
| mjr żand. Józef Schmied                                                   | 7 V 1937 - VIII 1939     | szef żandarmerii Armii „Pomorze”                               |
| Zastępcy dowódcy dywizjonu (od 1938 roku – I zastępca dowódcy dywizjonu)  |                          |                                                                |
| mjr żand. Wincenty Strohe                                                 |                          |                                                                |
| mjr żand. Czesław Mańkowski                                               | VII 1929 – III 1931      | stan spoczynku                                                 |
| mjr żand. Witold Czesław Matz                                             | do IX 1939               |                                                                |
| Kwatermistrzowie dywizjonu (od 1938 roku – II zastępca dowódcy dywizjonu) |                          |                                                                |
| kpt. żand. Stefan Blezień                                                 | p.o. 17 III 1927         |                                                                |
| kpt. żand. Leonard Müller                                                 | do 23 III 1932           | dyspozycja dowódcy OK VIII                                     |
| kpt. żand. Józef Schmied                                                  | od 23 III 1932           |                                                                |
| mjr żand. Julian Kruczek                                                  | 1939                     | OZ Żand. Staszów                                               |
| Dowódcy Plutonu Żandarmerii Gdynia                                        |                          |                                                                |
| por. żand. Włodzimierz Tomasz Kazimierz Karol Karpiński                   | do 23 III 1932           | dyspozycja dowódcy OK VIII                                     |
| kpt. żand. Jan Franciszek Krzyżak                                         | 23 III 1932 - †3 V 1933  |                                                                |
| Oficerowie dywizjonu                                                      |                          |                                                                |
| mjr żand. Antoni Sołtys                                                   | †23 XI 1922 Gniezno      |                                                                |
| kpt. żand. Aleksander Marian Weryk                                        | † 7 XI 1936 Toruń        |                                                                |
| ppor. rach. Józef Żołyński                                                |                          | oficer gospodarczy przy Dowództwie Żandarmerii OGen. „Pomorze” |
| por. lek. dr Antoni Zemke                                                 | od 21 XII 1919           |                                                                |

Obsada personalna dywizjonu w marcu 1939
- dowódca dywizjonu - mjr żand. Józef Schmied
- I zastępca dowódcy – mjr żand. Witold Czesław Matz
- II zastępca dowódcy - mjr żand. Henryk Bolesław Kruczek[d]
- adiutant - wakat
- oficer mobilizacyjny - kpt. żand. Stanisław Edward Płochocki
- oficer śledczy – kpt. żand. Franciszek Karol Gocko
- oficer do zleceń – wakat
- oficer gospodarczy – kpt. int. Kazimierz Wilk †1940 Katyń[24]
- dowódca plutonu żandarmerii Bydgoszcz – kpt. żand. Karol Gabriel Waguła
- dowódca plutonu żandarmerii Grudziądz – kpt. żand. Rudolf Franciszek Petz[e]
- dowódca plutonu żandarmerii Tczew – por. żand. Edmund Zabielski
- dowódca plutonu żandarmerii Toruń – por. żand. Eligiusz Brzezicki
- oficer plutonu – ppor. kaw. rez. pdsc mgr Maksymilian Stefan Lorenz

Absolwenci I Kursu Centralnej Szkoły Podoficerów Piechoty Nr 2 w Grudziądzu, mianowani z dniem 1 sierpnia 1922 roku podporucznikami w korpusie oficerów żandarmerii:
- chor. Jakub Cwaczka ur. 21 VII 1880 (lok. 78),
- wachm. szt. Zygmunt Kuniczkowski ur. 26 X 1891 (lok. 80),
- chor. Józef Tomaszek ur. 7 II 1887 (lok. 88).

Oficerowie rezerwy:
- mjr rez. Franciszek Popiel
- kpt. rez. Józef Gabriel Jęczkowiak
- kpt. rez. Sobiesław Mościcki
- por. rez. Jan Tadeusz Maria Stoklasa
- por. rez. Adam Julian Koraszewski
- por. rez. Bolesław Józef Sutarski
- por. rez. dr Włodzimierz Jan Baczyński
- por. rez. Tadeusz Górski[f]